# 屈儒
屈儒（1479年—？），字汝為，直隸蘇州府崑山縣人，軍籍，明朝政治人物。

## 生平
應天府鄉試第五十五名舉人。正德十六年（1521年）中式辛巳科會試第二百四十三名，登第三甲第一百二十八名進士。

## 家族
曾祖屈昉，曾任縣丞；祖父屈禴；父屈轍，母徐氏。永感下。